# Торошинка
Торошинка (рус. Торошинка), у горњем делу тока позната и као Бељанка (рус. Белянка) река је на западу европског дела Руске Федерације. Протиче преко северних делова Псковске области, односно преко централних делова Псковског рејона. Десна је притока реке Пскове, те део басена реке Нарве, односно Финског залива Балтичког мора.
Река Торошинка извире у западним деловима Лушког побрђа, на истоку Псковског рејона. Тече у смеру југа и улива се у Пскову на њеном 16. километру узводно од ушћа. Укупна дужина водотока је 30 km, док је површина сливног подручја око 196 km².